# Haddingjar
Haddingjar ("de med hår som kvinnor") var i nordisk mytologi två bröder, möjligen tvillingar, och söner till kämpen Arngrim. De kan vara en nordisk motsvarighet till det klassiska tvillinggudparet Castor och Pollux. Det förekommer dock inga säkra bevis på tvillinggudar i nordisk religion, vilket talar emot den teorin. Det kan också vara så att de två ursprungligen mytologiska brödernas gestalter reducerades till en enda pseudohistorisk person — den i sägnen om Hadding. 